# Jam (Lied)
Jam ist ein Popsong des US-amerikanischen Sängers Michael Jackson aus dem Jahr 1991. Der Song wurde im Juli 1992 als vierte (USA) bzw. fünfte (international) aus dem Album Dangerous veröffentlicht und erreichte die Top-10 in fünf Staaten. Im Lied ist auch ein Rap-Part von Heavy D enthalten. Im Musikvideo tritt die Basketball-Legende Michael Jordan auf.

## Entstehung
Die Musik des Songs wurde von Michael Jackson, René Moore, Bruce Swedien und Teddy Riley komponiert und die Lyrics von Jackson alleine geschrieben. Jam wurde von Jackson selbst mit Riley und Swedien produziert. Zuerst arbeiteten Moore und Swedien flan Moores geplantem Soloalbum I’ll Be Good. Swedien schlug vor, den Song Jackson zu präsentieren, da er ihn mittlerweile so gut fand. Laut Riley hätten Moore und Swedien vorher lediglich das Schlagzeug eingefügt und er habe daraufhin die Perkussion, die meisten Keyboardelemente, das Horn und die Gitarre eingebaut. Außerdem wäre auf seinen Vorschlag hin Heavy D dazu geholt worden.

### Besetzung
- Komposition: Michael Jackson, Bruce Swedien, Teddy Riley, René Moore
- Executive Producer – Michael Jackson
- Produktion: Michael Jackson, Teddy Riley, Bruce Swedien
- Solo, Background Vocals: Michael Jackson
- Rap: Heavy D
- Schlagzeug: Teddy Riley, Bruce Swedien
- Gitarre: Teddy Riley
- Keyboards: Rene Moore, Brad Buxer, Teddy Riley, Bruce Swedien
- Synthesizer: Rhett Lawrence, Michael Boddicker, Brad Buxer, Teddy Riley
- Tontechnik, Mix: Teddy Riley, Bruce Swedien

## Musikvideo
Im Musikvideo zu Jam ist zu sehen, wie Michael Jackson versucht, dem Basketballspieler Michael Jordan das Tanzen beizubringen und Jordan im Gegensatz bemüht ist, Jackson das Basketballspielen zu lehren. Das Video wurde am 20. April 1992 in Chicago, Illinois gedreht. Regie führte David Kellogg und Michael Jackson. Produzent war Phil Rose. Die Länge des Videos beträgt 7:51.

## Live-Aufführungen
Jam war die erste Nummer bei der Dangerous World Tour, da Jackson die Perkussionselemente als perfekten Ausgangspunkt für eine tolle Choreografie ansah. Einen Teil des Songs sang Michael Jackson außerdem während der sogenannten halftime show beim Super Bowl 1993. Der Song war auch für die Konzertserie This Is It eingeplant, einen kleinen Ausschnitt von Another Part of Me enthaltend, was jedoch wegen des Todes von Michael Jackson nicht verwirklicht wurde. Zudem ist unklar, ob der Titel tatsächlich in die finale Setlist aufgenommen worden wäre.

## Charts und Chartplatzierungen
Die Single erreichte die Chartspitze in Spanien sowie weitere Top-10-Platzierungen in Neuseeland (Rang 2), Irland (Platz 5), Frankreich (Rang 8) und Griechenland (Platz 8). In den europäischen Singlecharts erreichte der Titel Platz 21 und hielt sich insgesamt 13 Wochen in den Top 100. In Großbritannien und Spanien verweilte Jam je eine Woche an der Spitze der Airplay-Charts. In Niederlanden platzierte sich der Titel außerdem auf dem dritten Platz.
| ChartsChartplatzierungen             | Höchstplatzierung | Wochen |
| ------------------------------------ | ----------------- | ------ |
| Deutschland (GfK)                    | 18 (11 Wo.)       | 11     |
| Österreich (Ö3)                      | 28 (2 Wo.)        | 2      |
| Schweiz (IFPI)                       | 22 (4 Wo.)        | 4      |
| Vereinigtes Königreich (OCC)         | 13 (6 Wo.)        | 6      |
| Vereinigte Staaten (Billboard)       | 26 (14 Wo.)       | 14     |
| Vereinigte Staaten (Billboard R&B)   | 3 (12 Wo.)        | 12     |
| Vereinigte Staaten (Billboard Dance) | 1 (10 Wo.)        | 10     |

| ChartsJahrescharts (1992)            | Platzierung |
| ------------------------------------ | ----------- |
| Vereinigte Staaten (Billboard R&B)   | 85          |
| Vereinigte Staaten (Billboard Dance) | 21          |